# Coelioxys chilensis
Coelioxys chilensis är en biart som beskrevs av Reed 1892. Coelioxys chilensis ingår i släktet kägelbin, och familjen buksamlarbin. Inga underarter finns listade i Catalogue of Life.